# Place de l'Armistice
La place de l'Armistice est un des carrefours principaux de La Courneuve.

## Situation et accès
Ce carrefour est communément appelé carrefour des Six-Routes. S’étendant aujourd’hui sur plus de deux hectares, il est situé à l'intersection de :
- l'ex-RN 186 (axe du tramway, rue de la Convention à l'est, rue de Saint-Denis à l'ouest) ;
- l'ex-RN301, avenue Roger-Salengro (anciennement boulevard de Stains[2]) au nord, boulevard Pasteur au sud) ;
- la D 30 (avenue Henri-Barbusse au nord, avenue du Général-Leclerc au sud-ouest).

Elle sera desservie par la future station de métro La Courneuve - Six Routes.
Cette place ne doit pas être confondue avec l'ancien carrefour des Six-Routes de Bobigny, aujourd'hui la place de l'Escadrille-Normandie-Niémen.

## Origine du nom
Le nom de cette place commémore l'Armistice du 11 novembre 1918.

## Historique

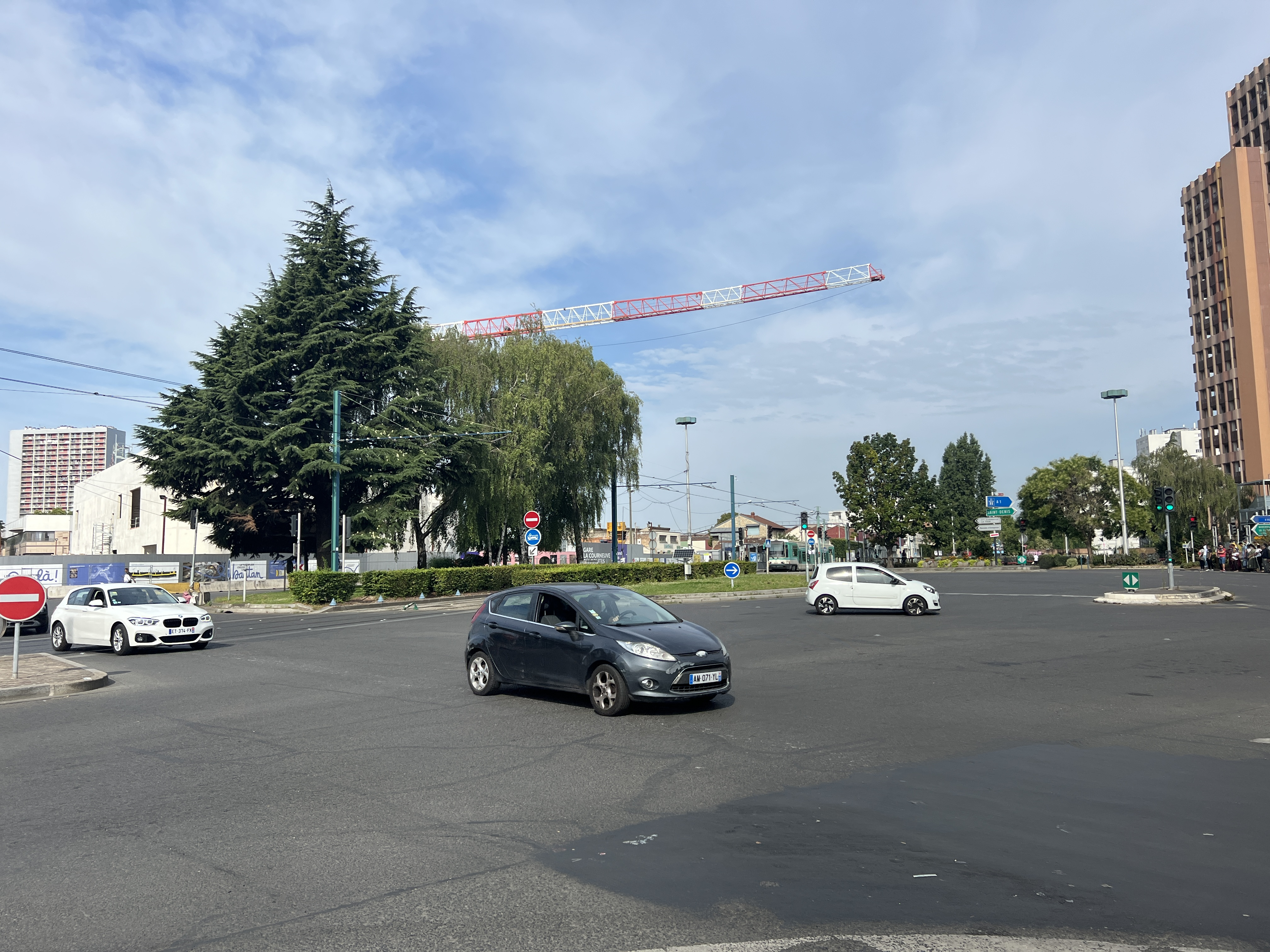
La place en juillet 2022.

Cet emplacement était à l'intersection d'une part, du chemin les processions entre les sept églises paroissiales de la proceinte de l’abbaye de Saint-Denis, et du chemin partant vers le hameau de Crèvecoeur, aujourd’hui la rue des Francs-Tireurs.
Ce secteur bénéficiera en 2030 de l’arrivée de la gare des Six Routes, sur la ligne 16-17 du réseau du Grand Paris Express.

## Bâtiments remarquables et lieux de mémoire
- Église Saint-Lucien de La Courneuve.
- Vieux cimetière de La Courneuve.
- Cité des 4000.
- Moulin Fayvon[5], originellement appelé Feu Yvon et parfois Févron, et qui est mentionné dès le XIIe siècle.